# Полет 73 на „Еър Ниюджини“
Полет 73 на „Еър Ниюджини“ е редовен международен пътнически полет от летище „Понпей“, Понпей, Микронезия, до летище „Порт Морсби“, Порт Морсби, Папуа Нова Гвинея, с планирано междинно кацане на международното летище „Чуюк“, Чуюк, управляван от „Еър Ниюджини“. На 28 септември 2018 г. самолетът „Боинг 737 Некст Дженерейшън-8BK“, който изпълнява полета, каца в лагуна малко преди пистата на летището в Чуюк. Веднага след това местни хора с лодки и персонал на Военноморските сили на Съединените американски щати започват да помагат на пътниците и екипажа. Въпреки спасителната операция три дни по-късно тялото на мъж от Индонезия е намерено потопено между няколко реда седалки и официално е съобщено, че той единственият, който загива в инцидента от всички 47 души на борда.
На 18 юли 2019 г. Комисията за разследване на произшествия в Папуа Нова Гвинея публикува окончателния си доклад, който установява, че екипажът не спазва нито стандартните оперативни процедури на „Еър Ниюджини“, нито контролните списъци за подход преди кацане. Екипажът е твърде объркан от всички предупреждения в пилотската кабина преди кацането във водата и евакуацията на самолета е извършена по неадекватен начин. Според членовете на кабинния екипаж думата „евакуация“ не е разбрана от някои от пътниците, част от които вземат ръчния си багаж, докато напускат машината.
Някои членове на кабинния екипаж обаче изваждат пътници, които лежат под вода на пътеката между седалките или все още са по местата си. Докладът заключава, че Органът за безопасност на гражданското въздухоплаване на Папуа Нова Гвинея „не е отговорил на високия стандарт за оценка, основана на доказателства, необходими за осигуряване на безопасност, което е довело до множество недостатъци и грешки“.